# Dealu Mare, Bacău
Dealu Mare (în trecut, Țigănimea) este un sat în comuna Măgura din județul Bacău, Moldova, România.